# Embassament del Sitjar
L'embassament del Sitjar és un embassament del municipi d'Onda (Plana Baixa, País Valencià), a 164 m d'altitud.
Es va construir el 1960 en el llit del riu Millars, sobre una superfície de 317 hectàrees i amb una capacitat màxima de 52 Hm³. L'obra va ser construïda mitjançant una presa de gravetat amb una altura de 58 metres i una longitud en coronació de 581 m, la presa és de comportes i té una capacitat de 2.800 m³/s.
Es tracta d'un embassament d'aigües subsalines, encara que amb escassos abocaments, per la qual cosa les seves aigües mantenen una qualitat acceptable. Es destina al regadiu i a la producció d'energia elèctrica. Aquesta presa pertany a la Confederació Hidrogràfica del Xúquer. Aigües avall, es deriva el cabal circulant cap a altres centrals hidroelèctriques: Onda, Hidro i Vila-real.